# Cuttle Brook (Süd)
Der Cuttle Brook ist ein Wasserlauf in Oxfordshire, England. Er entsteht aus mehreren kurzen unbenannten Zuflüssen westlich von Chinnor und fließt in nordwestlicher Richtung bis zu seiner Mündung in den River Thame am nordwestlichen Rand von Thame. Er fließt durch Thame, wo er das Naturschutzgebiet Cuttle Brook Nature Reserve bildet.